# New Zealand Football Championship 2010/11
Die New Zealand Football Championship 2010/11 war die siebte Spielzeit der höchsten neuseeländischen Spielklasse im Fußball der Männer. Sie begann am 16. Oktober 2010 und endete am 10. April 2011 mit dem Finale zwischen dem Auckland City FC und Waitakere United. Im Finale setzte sich Waitakere mit 3:2 und konnte somit seinen Titel aus dem Vorjahr verteidigen.

## Modus
Zunächst spielten alle Mannschaften in einer aus acht Mannschaften bestehenden Liga in Hin- und Rückrunde gegeneinander, sodass jedes Team 14 Spiele bestritt. Die ersten vier Mannschaften nach der Vorrunde qualifizierten sich für die Meisterschaftsplayoffs, deren Halbfinale ebenfalls in Hin- und Rückspiel ausgetragen wurden. Im Finale wurde jedoch nur ein Spiel gespielt.

## Vorrunde

### Abschlusstabelle
| Pl. | Verein               | Sp. | S  | U | N  | Tore    | Diff. | Punkte |
| --- | -------------------- | --- | -- | - | -- | ------- | ----- | ------ |
| 1.  | Waitakere United (M) | 14  | 12 | 0 | 2  | 039:120 | +27   | 36     |
| 2.  | Auckland City FC     | 14  | 9  | 3 | 2  | 029:120 | +17   | 30     |
| 3.  | Team Wellington      | 14  | 7  | 2 | 5  | 028:230 | +5    | 23     |
| 4.  | Canterbury United    | 14  | 6  | 2 | 6  | 020:190 | +1    | 20     |
| 5.  | Hawke’s Bay United   | 14  | 5  | 4 | 5  | 018:220 | −4    | 19     |
| 6.  | Waikato FC           | 14  | 4  | 3 | 7  | 021:330 | −12   | 15     |
| 7.  | Otago United         | 14  | 3  | 3 | 8  | 015:300 | −15   | 12     |
| 8.  | YoungHeart Manawatu  | 14  | 1  | 1 | 12 | 019:380 | −19   | 04     |

| (M) | amtierender neuseeländischer Meister |

## Meisterplayoff

### Halbfinale
Die Hinspiele fanden am 13. März 2011, die Rückspiele am 27. März bzw. 3. April 2011.
|                  | Gesamt |                   | Hinspiel | Rückspiel |
| ---------------- | ------ | ----------------- | -------- | --------- |
| Team Wellington  | 1:7    | Auckland City FC  | 0:2      | 1:5       |
| Waitakere United | 6:3    | Canterbury United | 6:2      | 0:1       |

### Finale
Das Finale fand am 10. April 2011 statt.
|                  | Ergebnis  |                 |
| ---------------- | --------- | --------------- |
| Waitakere United | 3:2 (2:1) | Team Wellington |

## Weblink
- New Zealand Football Championship 2010/11 in der Datenbank von RSSSF (englisch)